# Драмишево (Коњиц)
Драмишево је насеље у Босни и Херцеговини у општини Коњиц у Херцеговачко-неретванском кантону које административно припада Федерацији Босне и Херцеговине.  Према прелиминарним резултатима пописа 2013. насеље је било без становника.

## Историја
До избијања рата у Босни, село је припадало општини Невесиње. Разграничењем у Дејтону Драмишево је дијелом припало Коњицу.

## Становништво
По последњем службеном попису становништва из 1991. године, насеље Драмишево је имало 40 становника. Било је већинско српско село. Према попису из 2013. године насеље је било без становника.

### Кретање броја становника по пописима
| Националност | 1991. | 1981. | 1971. |
| Срби         | 37    | 51    | 94    |
| Хрвати       | 3     | 8     | 17    |
| Остали       | 0     | 0     | 1     |
| Укупно       | 40    | 59    | 112   |